# Zielona Budka
Zielona Budka – warszawska lodziarnia.

## Opis
W 1947 Edmund Plewicki ustawił na rogu ul. Puławskiej i Madalińskiego na Mokotowie drewniany zielony kiosk po dawnej kwiaciarni. Sprzedawał w nim warzywa, owoce i pączki własnego wyrobu. Po paru miesiącach dołączył do niego sąsiad, cukiernik Kazimierz Koziełł, który codziennie dostarczał do sklepiku partię lodów wytwarzanych w domu. Cieszyły się one tak dużą popularnością, że wspólnicy kupili maszyny i rozpoczęli produkcję lodów na większą skalę. Nazwa Zielona Budka pierwszy raz pojawiła się na szyldzie w 1956. W 1961 kiosk przeniesiono na ul. Puławską 11.
W tym czasie w Warszawie lody produkowały jedynie nieliczne prywatne zakłady cukiernicze i w niewielkim stopniu – państwowe zakłady mleczarskie, Zielona Budka zyskała więc unikatową pozycję w tej branży.
W 1980 Plewicki z powodu złego stanu zdrowia sprzedał markę i lodziarnię. Nabył ją Zbigniew Grycan, który rozwinął działalność i zainwestował w nowe technologie. Zielona Budka stała się jedną z najbardziej znanych marek lodów w Polsce. 
W 2000 Grycan sprzedał udziały w spółce i wkrótce stworzył nową markę pod własnym nazwiskiem. Obecnie pod adresem Puławska 11 nadal znajduje się cukiernia i lodziarnia, firmowana przez Grycana.